# Ford Mondeo (2000)
Ford Mondeo er en stor mellemklassebil produceret af Ford Motor Company. Denne artikel omhandler den tredje modelgeneration, som har den interne typekode B4Y/B5Y/BWY, og som blev produceret i årene 2000 til 2007.

## Historie
Tredje generation af Mondeo var en komplet nyudvikling og blev bygget fra oktober 2000 til maj 2007.
Med hjælp fra Ford-koncernens nye designchef, J Mays, blev New-Edge-designet videreudviklet. Mondeos undervogn gjaldt på introduktionstidspunktet som forbillede i klassen af forhjulstrukne, store mellemklassebiler. Som følge af køreegenskaberne, motorgangen og forarbejdningskvaliteten vandt Mondeo adskillige gruppetests i motorpressen.
Den nye generation betød samtidig et helt nyt motorprogram. Forgængerens Zetec-motorer udgik til fordel for Mazdas 1,8- og 2,0-litersmotorer, af Ford benævnt Duratec, mens den 2,5-liters V6-motor blev overtaget uændret fra forgængeren. Den forældede 1,8-liters Endura-D-turbodieselmotor blev afløst af en ny 2,0-liters dieselmotor med direkte indsprøjtning kaldet Duratorq, som med turbolader med fast eller variabel turbinegeometri ydede 66 kW (90 hk) hhv. 85 kW (115 hk). Denne motor blev først benyttet i Transit i neddroslet form.
Platformen til Mondeo '01 dannede også basis for andre bilmodeller indenfor Ford-koncernen, hvoraf nogle kom på markedet umiddelbart efter Mondeo'en. Platformen blev også brugt i Mazda6, med teknikken fra Mondeo i indsats. Også Jaguar X-Type var baseret på Mondeo. Alle tre modeller rådede delvist over det samme motorprogram.
Mondeo '01 var forhjulstrukket. Der fandtes ingen version med firehjulstræk, som først kom tilbage med den femte modelgeneration i 2014.
Også denne model fandtes i tre karrosserivarianter: Sedan, combi coupé og stationcar (Turnier), hvoraf Turnier var den mest solgte i Tyskland. Topmodellen var fra 2002 sportsversionen ST220 med en 3,0-liters V6-motor med 166 kW (226 hk).
Modellen fandtes i følgende udstyrsvarianter:
- Ambiente
- Trend
- Futura
- Ghia
- Titanium (fra 2005)
- Ghia X (fra 2004)
- Titanium X (fra 2005)
- Futura X (fra 2006)
- ST220

Derudover fandtes der specialmodellerne Viva (2004) og Viva X (2005).
Følgende hørte til standardudstyret:
- Front-, side- og hovedairbags
- IPS (Intelligent Protection System) med sædepositionssensorer og aktive nakkestøtter
- Klimaanlæg
- 12-årig rustgaranti

## Facelifts
I løbet af sin 6½-årige byggetid blev Mondeo '01 faceliftet to gange.
Det første store facelift fandt sted i juni 2003, hvor mere end 1500 dele i eksteriør, interiør og motorprogram blev ændret. Kølergrillen og de nederste rudekanter fik kromrammer, tågeforlygterne blev trapezformede ligesom baglygter og sidespejle blev redesignede. Kabinen fik forbedrede materialer og et nyt instrumentbræt, hvilket øgede støjdæmpning og komfort. Den stærkeste TDDi-motor blev afløst af to nye TDCi-motorer med commonrail-indsprøjtning.
I september 2004 blev motorprogrammet udvidet med en 3,0-liters V6-motor med 150 kW (204 hk) og en 2,2-liters dieselmotor med 114 kW (155 hk).
- Ford Mondeo combi coupé (2003–2005)
- Bagfra
- Ford Mondeo Turnier (2003–2005)

I september 2005 fik modellen yderligere mindre modifikationer på front- og hækparti med let ændrede baglygter, sideblinklys med klart glas samt reflektorer på den nederste del af kofangeren.
- Ford Mondeo combi coupé (2005–2007)
- Ford Mondeo sedan (2005–2007)

Fra januar 2006 fik 2,0-liters dieselmotorerne partikelfilter som standardudstyr.
Selv om produktionen af Mondeo '01 i Europa blev indstillet i maj 2007 som følge af modelskiftet til fjerde generation, blev modellen fortsat fremstillet i Vietnam frem til slutningen af 2009.
- Ford Mondeo hatchback (2003–2005)
- Ford Mondeo sedan (2005–2007)
- Ford Mondeo hatchback
(2005–2007)
- Ford Mondeo ST220

2004-modellen af Mondeo blev kåret som Årets Brugtbil 2008.

## Sikkerhed
Det svenske forsikringsselskab Folksam vurderer flere forskellige bilmodeller ud fra oplysninger fra virkelige ulykker, hvorved risikoen for død eller invaliditet i tilfælde af en ulykke måles. I rapporterne Hur säker är bilen? er/var Mondeo i årgangene 2001 til 2007 klassificeret som følger:
- 2005: Mindst 30 % bedre end middelbilen[5]
- 2007: Mindst 20 % bedre end middelbilen[6]
- 2009: Som middelbilen[7]
- 2011: Som middelbilen[8]
- 2013: Mindst 20 % bedre end middelbilen[9]
- 2015: Mindst 20 % bedre end middelbilen[10]
- 2017: Mindst 20 % bedre end middelbilen[11]

## Tekniske data

### Benzinmotorer
|                                                | 1.8                 | 1.8                 | 1.8 SCi                      | 2.0                             | 2.5                               | 3.0                  | 3.0 ST220            |
| Byggeår                                        | 10/2000−5/2007      | 10/2000−5/2007      | 6/2003−5/2007                | 10/2000−5/2007                  | 10/2000−5/2007                    | 9/2004−5/2007        | 3/2002−5/2007        |
| Motordata                                      |                     |                     |                              |                                 |                                   |                      |                      |
| Motorserie                                     | Duratec             | Duratec             | Duratec-SCi                  | Duratec                         | Duratec V6                        | Duratec V6           | Duratec V6           |
| Motortype                                      | R4-benzinmotor      | R4-benzinmotor      | R4-benzinmotor               | R4-benzinmotor                  | V6-benzinmotor                    | V6-benzinmotor       | V6-benzinmotor       |
| Antal ventiler pr. cylinder                    | 4                   | 4                   | 4                            | 4                               | 4                                 | 4                    | 4                    |
| Ventilstyring                                  | DOHC, kæde          | DOHC, kæde          | DOHC, kæde                   | DOHC, kæde                      | 2 × DOHC, kæde                    | 2 × DOHC, kæde       | 2 × DOHC, kæde       |
| Fødesystem                                     | Multipoint          | Multipoint          | Direkte                      | Multipoint                      | Multipoint                        | Multipoint           | Multipoint           |
| Trykladning                                    | –                   | –                   | –                            | –                               | –                                 | –                    | –                    |
| Køling                                         | Vandkøling          | Vandkøling          | Vandkøling                   | Vandkøling                      | Vandkøling                        | Vandkøling           | Vandkøling           |
| Motorkode                                      | CGBA, CGBB          | CHBA, CHBB          | CFBA                         | CJBA, CJBB                      | LCBD                              | REBA                 | MEBA                 |
| Boring × slaglængde                            | 83,0 × 83,1 mm      | 83,0 × 83,1 mm      | 83,0 × 83,1 mm               | 87,5 × 83,1 mm                  | 81,6 × 79,5 mm                    | 89,0 × 79,5 mm       | 89,0 × 79,5 mm       |
| Slagvolume                                     | 1798 cm³            | 1798 cm³            | 1798 cm³                     | 1999 cm³                        | 2495 cm³                          | 2967 cm³             | 2967 cm³             |
| Kompressionsforhold                            | 10,8:1              | 10,8:1              | 11,3:1                       | 10,8:1                          | 9,8:1                             | 10,0:1               | 10,0:1               |
| Maks. effekt ved omdr./min.                    | 81 kW (110 hk) 5500 | 92 kW (125 hk) 6000 | 96 kW (130 hk) 6000          | 107 kW (145 hk) 6000            | 125 kW (170 hk) 6000              | 150 kW (204 hk) 6000 | 166 kW (226 hk) 6150 |
| Maks. drejningsmoment ved omdr./min.           | 165 Nm 3950         | 170 Nm 4500         | 175 Nm 4250                  | 190 Nm 4500                     | 220 Nm 4250                       | 280 Nm 4900          | 280 Nm 4900          |
| Kraftoverførsel                                |                     |                     |                              |                                 |                                   |                      |                      |
| Drivende hjul                                  | Forhjul             | Forhjul             | Forhjul                      | Forhjul                         | Forhjul                           | Forhjul              | Forhjul              |
| Gearkasse (standardudstyr)                     | 5-trins manuel      | 5-trins manuel      | 6-trins manuel               | 5-trins manuel                  | 5-trins manuel                    | 6-trins manuel       | 5-trins manuel       |
| Gearkasse (ekstraudstyr)                       | –                   | –                   | –                            | 4-trins automatisk              | 6-trins manuel                    | –                    | –                    |
| Gearkasse (ekstraudstyr)                       | –                   | –                   | –                            | 4-trins automatisk              | 5-trins automatisk                | –                    | –                    |
| Præstationer (sedan og combi coupé)            |                     |                     |                              |                                 |                                   |                      |                      |
| Topfart                                        | 193 km/t            | 205 km/t            | 207 km/t                     | 215 km/t (190 km/t)             | 225 km/t (216 km/t)               | 240 km/t             | 250 km/t             |
| Acceleration 0-100 km/t                        | 11,6 sek.           | 10,8 sek.           | 10,5 sek.                    | 9,8 sek. (11,4 sek.)            | 8,5 sek. (10,3 sek.)              | 7,9 sek.             | 7,6 sek.             |
| Brændstofforbrug pr. 100 km ved blandet kørsel | 7,7 liter Blyfri 95 | 7,8 liter Blyfri 95 | 7,2 liter Blyfri 98          | 8,0 liter (9,4 liter) Blyfri 95 | 10,2 liter Blyfri 95              | 10,3 liter Blyfri 95 | 10,4 liter Blyfri 95 |
| CO2-udslip ved blandet kørsel                  | 187 g/km            | 191 g/km            | 173 g/km                     | 196 g/km (226 g/km)             | 244 g/km                          | 247 g/km             | 249 g/km             |
| Præstationer (stationcar)                      |                     |                     |                              |                                 |                                   |                      |                      |
| Topfart                                        | 190 km/t            | 200 km/t            | 202 km/t                     | 210 km/t (187 km/t)             | 220 km/t (211 km/t)               | 232 km/t             | 241 km/t             |
| Acceleration 0-100 km/t                        | 12,1 sek.           | 11,2 sek.           | 10,6 sek.                    | 10,2 sek. (11,8 sek.)           | 8,9 sek. (10,7 sek.)              | 8,1 sek.             | 7,8 sek.             |
| Brændstofforbrug pr. 100 km ved blandet kørsel | 7,9 liter Blyfri 95 | 8,0 liter Blyfri 95 | 7,2 liter Blyfri 98          | 8,1 liter (9,2 liter) Blyfri 95 | 10,4 liter (10,5 liter) Blyfri 95 | 10,5 liter Blyfri 95 | 10,6 liter Blyfri 95 |
| CO2-udslip ved blandet kørsel                  | 190 g/km            | 193 g/km            | 179 g/km                     | 198 g/km (221 g/km)             | 249 g/km (251 g/km)               | 252 g/km             | 254 g/km             |
| Bemærkninger                                   |                     |                     |                              |                                 |                                   |                      |                      |
|                                                |                     |                     | Ikke egnet til E10-brændstof |                                 |                                   |                      |                      |

1. ↑  Begge 1,8-litersmotorerne er mekanisk identiske; den forskellige effekt opnås udelukkende gennem motorstyringssoftwaren.[12]
2. ↑  SCi = Smart Charge injection
3. ↑  Fra juni 2003: 285 Nm
4. ↑  Fra juni 2003: 6-trins manuel
5. 1 2  Værdier i parentes gælder for versioner med automatgear

### Dieselmotorer
|                                                | 2.0 TDDi                  | 2.0 TDDi                  | 2.0 TDCi                  | 2.0 TDCi                             | 2.0 TDCi                     | 2.2 TDCi                  |   |
| Byggeår                                        | 10/2000−8/2005            | 10/2000−3/2002            | 8/2005−5/2007             | 3/2002−1/2006                        | 3/2002−5/2007                | 9/2004−5/2007             |   |
| Motordata                                      |                           |                           |                           |                                      |                              |                           |   |
| Motorserie                                     | Duratorq-Di               | Duratorq-Di               | Duratorq-TDCi             | Duratorq-TDCi                        | Duratorq-TDCi                | Duratorq-TDCi             |   |
| Motortype                                      | R4-dieselmotor            | R4-dieselmotor            | R4-dieselmotor            | R4-dieselmotor                       | R4-dieselmotor               | R4-dieselmotor            |   |
| Antal ventiler pr. cylinder                    | 4                         | 4                         | 4                         | 4                                    | 4                            | 4                         |   |
| Ventilstyring                                  | DOHC, kæde                | DOHC, kæde                | DOHC, kæde                | DOHC, kæde                           | DOHC, kæde                   | DOHC, kæde                |   |
| Fødesystem                                     | Direkte                   | Direkte                   | Commonrail                | Commonrail                           | Commonrail                   | Commonrail                |   |
| Trykladning                                    | Turbolader, ladeluftkøler | Turbolader, ladeluftkøler | Turbolader, ladeluftkøler | Turbolader, ladeluftkøler            | Turbolader, ladeluftkøler    | Turbolader, ladeluftkøler |   |
| Køling                                         | Vandkøling                | Vandkøling                | Vandkøling                | Vandkøling                           | Vandkøling                   | Vandkøling                |   |
| Motorkode                                      | D5BA                      | D6BA                      | SDBA                      | HJBA                                 | FMBA, N7BA                   | QJBA, QJBB                |   |
| Boring × slaglængde                            | 86,0 × 86,0 mm            | 86,0 × 86,0 mm            | 86,0 × 86,0 mm            | 86,0 × 86,0 mm                       | 86,0 × 86,0 mm               | 86,0 × 94,0 mm            |   |
| Slagvolume                                     | 1998 cm³                  | 1998 cm³                  | 1998 cm³                  | 1998 cm³                             | 1998 cm³                     | 2198 cm³                  |   |
| Kompressionsforhold                            | 19,0:1                    | 19,0:1                    | 19,5:1                    | 18,2:1                               | 18,2:1                       | 17,5:1                    |   |
| Maks. effekt ved omdr./min.                    | 66 kW (90 hk) 4000        | 85 kW (115 hk) 4000       | 66 kW (90 hk) 4000        | 85 kW (115 hk) 4000                  | 96 kW (130 hk) 3800          | 114 kW (155 hk) 3500      |   |
| Maks. drejningsmoment ved omdr./min.           | 245 Nm 1900               | 280 Nm 1900               | 245 Nm 1900               | 280 Nm 1900                          | 330 Nm 1800                  | 360 Nm 1800               |   |
| Kraftoverførsel                                |                           |                           |                           |                                      |                              |                           |   |
| Drivende hjul                                  | Forhjul                   | Forhjul                   | Forhjul                   | Forhjul                              | Forhjul                      | Forhjul                   |   |
| Gearkasse (standardudstyr)                     | 5-trins manuel            | 5-trins manuel            | 5-trins manuel            | 5-trins manuel                       | 5-trins manuel               | 6-trins manuel            |   |
| Gearkasse (ekstraudstyr)                       | –                         | –                         | –                         | 6-trins manuel                       | 6-trins manuel               | –                         | – |
| Gearkasse (ekstraudstyr)                       | –                         | –                         | –                         | 5-trins automatisk                   |                              | –                         | – |
| Præstationer (sedan og combi coupé)            |                           |                           |                           |                                      |                              |                           |   |
| Topfart                                        | 180 km/t                  | 195 km/t                  | 180 km/t                  | 200 km/t (193 km/t)                  | 208 km/t (200 km/t)          | 220 km/t                  |   |
| Acceleration 0-100 km/t                        | 13,1 sek.                 | 10,6 sek.                 | 12,8 sek.                 | 10,8 sek. (12,5 sek.)                | 9,8 sek. (11,3 sek.)         | 8,9 sek.                  |   |
| Brændstofforbrug pr. 100 km ved blandet kørsel | 5,9 liter Diesel          | 5,9 liter Diesel          | 5,8 liter Diesel          | 5,8 liter (7,4 liter) Diesel         | 6,0 liter (7,4 liter) Diesel | 6,1 liter Diesel          |   |
| CO2-udslip ved blandet kørsel                  | 156 g/km                  | 156 g/km                  |                           | 154 g/km 6 gear: 159 g/km (196 g/km) | 154 g/km (196 g/km)          | 161 g/km                  |   |
| Præstationer (stationcar)                      |                           |                           |                           |                                      |                              |                           |   |
| Topfart                                        | 177 km/t                  | 193 km/t                  | 177 km/t                  | 197 km/t (194 km/t)                  | 204 km/t (197 km/t)          | 216 km/t                  |   |
| Acceleration 0-100 km/t                        | 13,7 sek.                 | 11,0 sek.                 | 13,4 sek.                 | 11,2 sek. (13,0 sek.)                | 10,1 sek. (11,6 sek.)        | 9,2 sek.                  |   |
| Brændstofforbrug pr. 100 km ved blandet kørsel | 5,9 liter Diesel          | 6,0 liter Diesel          | 5,9 liter Diesel          | 5,9 liter (7,5 liter) Diesel         | 6,2 liter (7,5 liter) Diesel | 6,3 liter Diesel          |   |
| CO2-udslip ved blandet kørsel                  | 159 g/km                  | 159 g/km                  |                           | 153 g/km 6 gear: 154 g/km (198 g/km) | 158 g/km (198 g/km)          | 166 g/km                  |   |

1. ↑  Den højere effekt i 2.0 TDDi-motoren med 85 kW (115 hk) er opnået ved hjælp af en turbolader med variabelt ladetryk.[14]
2. ↑  Den højere effekt i 2.0 TDCi-motoren med 96 kW (130 hk) er opnået ved hjælp af bl.a. en større turbolader.[15]
3. 1 2  Værdier i parentes gælder for versioner med automatgear

## Problemer
I 2007 fastslog både ejere og fagtidsskrifter en høj rustfølsomhed for modellen. Der har været tilfælde, hvor et syn af en fire til fem år gammel bil viste tegn på rustangreb. Ramt var bl.a. dørenes og bagagerumsklappens underkanter, som Ford som oftest i rammerne af garantien forbedrede og forseglede, eller udskiftede komplet. Grunden til rustangrebene på dørene og bagagerumsklappen var en ny byggemåde hos underleverandøren, hvor stålet blev forzinket og på de omfalsede kanter påført en tætningsmasse, som var fejlbehæftet. Begyndende kantrust kan kendes på bobledannelse i tætningsmassen. Lignende problemer er opstået for andre bilfabrikanter som også køber reservedele fra den pågældende underleverandør, f.eks. Mercedes-Benz.

## Motorsport
I 2000 udviklede Ford Racing et konceptstudie af Mondeo '01 på grundlag af det daværende DTM-reglement. Bilen var en racerbilsprototype, som var udstyret med en 4,0-liters V8-motor og baghjulstræk. Ligesom de andre DTM-racerbiler var den en silhuetbil, som kun havde optiske men ingen tekniske ligheder med seriebilen. Det blev ved studiet, og ingen racerbil blev bygget.